# Gyrinus aquiris
Gyrinus aquiris är en skalbaggsart som beskrevs av Laconte 1868. Gyrinus aquiris ingår i släktet Gyrinus och familjen virvelbaggar. Inga underarter finns listade i Catalogue of Life.